# Hannu Pikkarainen
Hannu Pikkarainen, född 13 oktober 1983 i Helsingfors, är en finländsk ishockeyback som spelar i Schwenninger Wild Wings i DEL.
Pikkarainen kom till Modo Hockey från HIFK inför säsongen 2009-2010. Han har tidigare spelat sju matcher för Hartford Wolf Pack i AHL och tio matcher för Charlotte Checkers i ECHL. Under säsongen 2009-2010 blev han den back som gjort flest poäng under en säsong i MoDo, han avslutade säsongen på 43 poäng (11 mål och 32 assist).